# San Diego Convention Center
Het San Diego Convention Center is een conferentiecentrum in San Diego, Californië. Het centrum wordt beheerd door de San Diego Convention Center Corporation, een non-profitorganisatie, en heeft een omvang van 57.200 vierkante meter aan tentoonstellingsruimte. Het heeft een capaciteit van 125.000 bezoekers. In 2009 stond het in de top 25 van grootste conferentiecentra in Noord-Amerika. Het is ontworpen door de Canadese architect Arthur Erickson.
Opmerkelijke evenementen in het conferentiecentrum zijn de jaarlijkse Comic-Con International en de Society for Neuroscience and the Biotechnology Industry Organization (BIO) International Convention. Het was ook de locatie voor de Republikeinse Nationale Conventie van 1996, en de Democratische Nationale Conventie van 2007.